# Lưu vực Marciszowska
Lưu vực Marciszów - một bồn địa ở phía tây nam Ba Lan, ở Trung tâm Sudetes, trong lưu vực Kamienna Góra.

## Vị trí
Lưu vực nằm ở biên giới của Tây Sudetes và Trung tâm Sudetes, cách trung tâm Kamienna Góra khoảng 8 km về phía bắc. Từ phía đông, nó bị giới hạn bởi Trójgarba Massif ở dãy núi Wałbrzyskie, từ phía tây và tây nam của Rudawy Janowickie, và từ phía bắc và tây bắc của dãy núi Kaczawskie. Ở phía đông nam, nó kết nối với lưu vực Kamienna Góra, Lesko Lowering và Núi Obniżeniem Kamiennej.

## Đặc tính
Lưu vực Marciszowska là một vùng trũng nhỏ giữa núi nằm ở độ cao khoảng 450–500 m trên mực nước biển. Nó nằm giữa các dãy núi có cấu trúc và hình dạng khác nhau: dãy núi Wałbrzyskie, Kaczawskie và Rudawy Janowickie. Tất cả các bên của lưu vực được bao quanh bởi các dãy núi, chỉ có phía đông nam qua phần hẹp của thung lũng Bóbr được kết nối bởi núi Lesko với thung lũng Kamienna, phần phía tây bắc thông qua lưu vực sông Bóbr giữa núi Kaczawskimi và núi Ore Janowickie với Thung lũng Jeleniogórska.
Phần tây nam của lưu vực Marciszów là dãy núi Lisa, đôi khi được phân loại là Rudawy Janowickie hoặc Wzgórza Lubawska.
Phần phía tây nam của lưu vực nằm trong khu vực của Công viên cảnh quan Rudawski.

## Cấu trúc địa chất
Lưu vực bị chiếm đóng bởi các mảnh phía tây bắc của lưu vực Sudeten. Ở đây có sa thạch và cuội kết thời kỷ Than đá, được phủ một lớp trầm tích kỷ Đệ tứ, bao gồm các trầm tích hậu băng hà. Sự xuất hiện cuối cùng của lưu vực xảy ra trong Kỷ băng hà, khi sông băng Scandinavi đi qua các thung lũng, làm giảm lớp trầm tích dày và gây ra sự thay đổi dòng nước chảy ra khỏi Lưu vực, bởi vì trước đó, Bóbr đã chảy về phía bắc tới thung lũng Kaczawa, và trong quá trình băng hà. thung lũng về phía tây, về phía thung lũng Jeleniogórska.

## Địa hình
Các đặc điểm chính của địa hình lưu vực được hình thành ở Phân đại Đệ Tam, cách đây hàng chục triệu năm, khi khối núi cũ bị san phẳng một lần nữa được nâng lên trong quá trình kiến tạo sơn An-pơ. Lưu vực là một khu vực xếp li được bao phủ bởi các trầm tích sông băng trong Thế Pleistocene. Địa hình của thung lũng có đặc điểm của một vùng cao gợn sóng và đồi được cắt bởi các thung lũng sông, hơi nghiêng về phía sông Bóbr.

## Cảnh quan
Cảnh quan của thung lũng là submontane (xuyên qua núi). Độ cao cao nhất vượt quá 600 m trên mực nước biển (Núi Lisa). Toàn bộ khu vực nhấp nhô và giao nhau bởi lòng sông. Ngoài một vài ngọn đồi, cảnh quan là rừng nghèo. Đây là một khu vực nông nghiệp, dân cư thưa thớt, phần lớn diện tích bị chiếm giữ bởi đồng cỏ, đất hoang nông nghiệp và đất canh tác. Các cảnh quan được chuyển đổi. Lưu vực đa dạng về thiên nhiên và cảnh quan. Dọc theo sông có những dải cây xanh từ những cây rụng lá, cũng có rất nhiều cây cổ thụ dưới dạng cây trồng trong nhà.

## Khí hậu
Khí hậu không quá sắc nét và được đặc trưng bởi tính biến đổi độ cao, đó là kết quả của việc thiếu ảnh hưởng của biển, bị cô lập bởi các rặng núi Karkonosze và Rudawy Janowickie. Nhiệt độ không khí trung bình hàng năm là từ 5 đến 7 °C. Lượng mưa hàng năm trong vòng 690–900 mm. Tháng nóng nhất là tháng 7 (14-16 °C), tháng 1 lạnh nhất (từ -2 đến -3 °C). Mùa sinh trưởng kéo dài 200-210 ngày.

## Nước
Nơi này thuộc lưu vực của Biển Baltic, nằm ở lưu vực các nhánh sông Oder. Con sông lớn nhất là Bóbr, nhánh sông bên trái của sông Odra, chảy ra thung lũng.

## Vùng trung tâm
Ở trung tâm thung lũng có ngôi làng Marciszów, và có các địa điểm có thể kể đến như: làng Pustelnik, Domanów, Pastewnik, Świdnik, Ciechanowice và Wieściszowice.